# Есета батыра Кокиулы
Есета батыра Кокиулы (каз. Есет батыр Көкіұлы, до 2008 года — Павловка) — село в Алгинском районе Актюбинской области Казахстана. Административный центр Бескоспинского сельского округа. Находится примерно в 14 км к востоку от центра города Алга. Код КАТО — 153233100.

## Население
| Численность населения | Численность населения | Численность населения | Численность населения |
| 1989                  | 1999                  | 2009                  | 2021                  |
| --------------------- | --------------------- | --------------------- | --------------------- |
| 1357                  | ↗1585                 | ↘1458                 | ↗1603                 |

В 1989 году население села составляло 1357 человек. Национальный состав: казахи — 60 %. В 1999 году население села составляло 1585 человек (807 мужчин и 778 женщин). По данным переписи 2009 года, в селе проживало 1458 человек (738 мужчин и 720 женщин). По данным переписи 2021 года, в селе проживало 1603 человек (797 мужчин и 806 женщин).